# Franciszek Stach
Franciszek Stach (ur. 28 kwietnia 1950 w Miedzianej, zm. 8 lipca 1998) – polski żużlowiec.

## Życiorys

### Życie prywatne
Brat Gerarda Stacha, również żużlowca.

### Kariera sportowa
Licencję żużlową zdobył w 1969 roku. Do 1985 r. startował w barwach Kolejarza Opole, w 1970 r. zdobywając brązowy medal Drużynowych Mistrzostw Polski. W latach 1986–1987 nie startował na torach żużlowych, karierę zakończył w 1988 r. w zespole Śląska Świętochłowice. Był również dwukrotnym medalistą Drużynowego Pucharu Polski (1979 – brązowym, 1980 – srebrnym).
W 1973 r. zdobył w Zielonej Górze tytuł Młodzieżowego Indywidualnego Wicemistrza Polski. W 1975 r. awansował do rozegranego w Pradze półfinału kontynentalnego (eliminacji Indywidualnych Mistrzostw Świata), w którym zajął IX miejsce. W 1977 r. zdobył wspólnie z Leonardem Rabą brązowy medal Mistrzostw Polski Par Klubowych. 